# 黄果冷杉
黄果冷杉（学名：Abies ernestii）是松科冷杉属的植物，是中国的特有植物。分布在中国大陆的西藏、四川等地，生长于海拔2,600米至3,600米的地区，常生于山谷阴坡林中、河谷、阴坡、山谷、混交林下、溪边以及针阔混交林中，目前尚未由人工引种栽培。

## 别名
柄果枞（中国祼子植物志），箭炉冷杉（经济植物手册）

## 异名
- Abies ernestii Rehd. var. salouenensis (Bord.-Rey et Gaussen) W. C. Cheng et L. K. Fu